# Turtle Lake (Dakota del Nord)
Turtle Lake és una població dels Estats Units a l'estat de Dakota del Nord. Segons el cens del 2000 tenia 580 habitants.

## Demografia
Segons el cens del 2000, Turtle Lake tenia 580 habitants, 290 habitatges, i 171 famílies. La densitat de població era de 447,9 hab./km².
Dels 290 habitatges en un 18,6% hi vivien nens de menys de 18 anys, en un 53,4% hi vivien parelles casades, en un 2,8% dones solteres, i en un 40,7% no eren unitats familiars. En el 38,3% dels habitatges hi vivien persones soles el 25,2% de les quals corresponia a persones de 65 anys o més que vivien soles. El nombre mitjà de persones vivint en cada habitatge era d'1,97 i el nombre mitjà de persones que vivien en cada família era de 2,57.
Per edats la població es repartia de la següent manera: un 16,4% tenia menys de 18 anys, un 2,9% entre 18 i 24, un 22,4% entre 25 i 44, un 24,8% de 45 a 60 i un 33,4% 65 anys o més.
L'edat mediana era de 52 anys. Per cada 100 dones de 18 o més anys hi havia 88 homes.
La renda mediana per habitatge era de 26.618$ i la renda mediana per família de 36.667$. Els homes tenien una renda mediana de 32.917$ mentre que les dones 17.417$. La renda per capita de la població era de 16.848$. Entorn del 2,3% de les famílies i el 5,3% de la població estaven per davall del llindar de pobresa.

## Poblacions més properes
El següent diagrama mostra les poblacions més properes.